# Irene González
Irene González López (* 23. Juli 1996 in Esplugues de Llobregat, Spanien) ist eine spanische Wasserballspielerin. Sie gewann mit der spanischen Nationalmannschaft bis 2025 eine olympische Silbermedaille sowie einmal Silber und Bronze bei Weltmeisterschaften. 2020 und 2022 war sie Europameisterin.

## Sportliche Karriere
Die 1,70 Meter große Irene González begann bei Club Natació Sant Feliu und trat von 2013 bis 2016 für Club Natació Rubí an. Danach war sie bis 2019 als Studentin an der University of Hawaiʻi at Mānoa und spielte für deren Sportteam. Nach einem Jahr bei Centre Natació Mataró wechselte sie 2020 zu Club Natació Sabadell. Sowohl mit Mataró als auch mit Sabadell war sie spanische Meisterin.
González war mit der spanischen Juniorinnen-Nationalmannschaft 2013 und 2015 Zweite bei den Juniorenweltmeisterschaften.
Bei der Weltmeisterschaft 2019 in Gwangju gewannen die Spanierinnen im Halbfinale mit 16:10 gegen die ungarische Mannschaft. Im Finale trafen Spanien und das Team aus den Vereinigten Staaten aufeinander und die Amerikanerinnen gewannen mit 11:6. Im Januar 2020 siegten die Spanierinnen bei der Europameisterschaft in Budapest durch ein 13:12 gegen die Russinnen, nachdem sie im Halbfinale die Ungarinnen mit 11:10 bezwungen hatten. Bei den 2021 ausgetragenen Olympischen Spielen in Tokio erreichten die Spanierinnen mit einem 8:6 im Halbfinale gegen die Ungarinnen das Finale. Dort trafen sie auf die Mannschaft aus den Vereinigten Staaten, die Amerikanerinnen siegten mit 14:5. González war Centerverteidigerin und erzielte insgesamt drei Treffer im Verlauf des Turniers. 2022 fand zunächst die Weltmeisterschaft in Budapest statt, bei der die Spanierinnen den fünften Platz belegten, nachdem sie im Viertelfinale gegen die Mannschaft der Vereinigten Staaten verloren hatten. Fast zwei Monate später bei der Europameisterschaft in Split besiegten die Spanierinnen im Halbfinale die Niederländerinnen mit 10:7 und im Finale die Griechinnen mit 9:6.
Nach einer längeren Pause war González 2025 bei der Weltmeisterschaft in Singapur wieder dabei.
Die Spanierinnen besiegten im Viertelfinale die Niederländerinnen im Penaltyschießen. Im Halbfinale unterlagen sie den Ungarinnen mit 9:15. Das Spiel um den dritten Platz gewannen sie mit 13:12 gegen die Auswahl aus den Vereinigten Staaten. Im Spiel um Bronze wirkte González ungefähr die Hälfte der Spielzeit mit.